# Маккормик, Коди
Ко́ди Макко́рмик (англ. Cody McCormick; 18 апреля 1984, Лондон, Онтарио, Канада) — канадский хоккеист, игравший на позиции центрального нападающего. Выступал за клубы Национальной хоккейной лиги (НХЛ) «Колорадо Эвеланш», «Баффало Сейбрз» и «Миннесота Уайлд». На Драфт НХЛ 2001 года был выбран «Колорадо Эвеланш» в 5-м раунде под общим 144-м номером.

## Карьера
На драфте НХЛ 2001 года Маккормик был выбран в 5 раунде под общим 144-м номером клубом «Колорадо Эвеланш». В сезоне 2002-03, выступая в Хоккейной лиге Онтарио за «Бельвиль Буллз» в качестве капитана, Коди резко увеличил свою результативность — 36 голов и 69 очков в 61-й игре. Он вошёл в первую Сборную всех звёзд OHL, а также был назван лучшим исполнителем силовых приёмов в лиге.
Сезон 2003-04 стал дебютным для Коди в НХЛ. В этом сезоне он чередовал игры за «Колорадо» с играми за фарм-клуб «Эвеланш» в АХЛ «Херши Беарс». Следующие четыре сезона он перемещался из НХЛ в АХЛ, и обратно, пока в сезоне 2003-04 не получил место в основном составе «Колорадо». Тогда ему удалось набрать 12 очков в 55-и матчах.
1 августа 2009 года Маккормик подписал годичный контракт с «Баффало Сейбрз». Затем он был отправлен проводить сезон 2009-10 в фарм-клуб «Портленд Пайретс», где сумел забросить 17 шайб и набрать 29 очков в 66 игр. В плей-офф Маккормик из «Пайретс» был вызван в «Баффало» для укрепления состава, в связи с травмами игроков. 21 апреля 2010 Коди дебютировал за «Сейбрз» в четвёртой игре первого раунда плей-офф Восточной конференции против «Бостона Брюинз». В той игре ему удалось отметиться результативной передачей на Тима Кеннеди.
Сделав две передачи в своём кратком выступлении за «Баффало», он был повторно подписан «Сейбрз» на один год. Маккормик заработал самое большое количество штрафных в сезоне 2010-11, играя в основном в четвёртом звене вместе с Патриком Калетой.
1 июля 2011 года Маккормик подписал с «Баффало» контракт на три года, сумма соглашения составила 3,6 миллиона долларов. В сезоне 2012/13 нападающий был отправлен в фарм-клуб в АХЛ «Рочестер Американс». В марте 2014 года в результате обмена Коди перешёл в «Миннесота Уайлд». В «Уайлд» нападающий принял участие в 13-и матчах плей-офф. По окончании сезона игрок он вернулся в «Баффало» в качестве свободного агента, подписав с ним соглашение на три года. В сезоне 2014/15 Маккормик сыграл 33 матча. В январе 2015 году у него были обнаружены сгустки крови, которые не позволили доиграть остаток сезона и в дальнейшем стали причиной завершения карьеры в 32 года.
В декабре 2018 года Маккормик был назначен главным тренером клуба Национальной женской хоккейной лиги (NWHL) «Баффало Бьютс». Через месяц он также стал занимать в клубе должность генерального менеджера. Коди работал в «Бьютс» до окончания сезона 2018/19.

## Личная жизнь
Маккормик женат на Алиссе Паймен, дочери бывшего игрока НХЛ Уилфа Паймена. Они воспитывают двух дочерей, Обри и Ава, проживая в Буффало.
Предки Маккормика первоначально прибыли из северо-восточного региона Северной Америки, где они затем поселились в районе Великих озер.

## Статистика
| Легенда | Легенда                    | Легенда | Легенда                   | Легенда | Легенда    |
| ------- | -------------------------- | ------- | ------------------------- | ------- | ---------- |
| И       | Количество проведённых игр | Штр     | Штрафное время            | +/−     | Плюс-минус |
| Г       | Голы                       | П       | Голевые передачи          | О       | Очки       |
| -       | Статистика неизвестна      | —       | Статистика не учитывалась |         |            |

## Достижения

### Как игрок
Личные
| Год  | Команда        | Достижение                                | Достижение |
| ---- | -------------- | ----------------------------------------- | ---------- |
| 2003 | Бельвиль Буллз | Попадание в первую Сборную всех звёзд OHL |            |